# Liverpool (film)
Pour les articles homonymes, voir Liverpool (homonymie).

Liverpool est un film policier canadien, réalisé par Manon Briand et sorti en 2012.
Il a été présenté au Festival international du film de Toronto et à Paris lors de la Semaine du Cinéma du Québec.

## Fiche technique
- Réalisation : Manon Briand
- Scénario : Manon Briand
- Production :  Max Films Productions
- Image : Claudine Sauvé
- Musique : Ramachandra Borcar
- Montage : Richard Comeau
- Date de sortie:
  - août 2012 ( Canada)
  - 8 novembre 2012 (Semaine du Cinéma du Québec de Paris)

## Distribution
- Stéphanie Lapointe : Émilie
- Charles-Alexandre Dubé : Thomas
- Louis Morissette : David
- Joseph Antaki : le docteur
- Sébastien Beaulac : le policier
- Angie Medrano : la cliente du bar
- Guillaume Cyr :